# Discobola parargus
Discobola parargus är en tvåvingeart som först beskrevs av Edwards 1933.  Discobola parargus ingår i släktet Discobola och familjen småharkrankar. Inga underarter finns listade i Catalogue of Life.